# فاروق مردم بك
فاروق مردم بك (1944 -) هو مؤرخ وناشر ومترجم سوري فرنسي.